# Liareds orgelbyggeri
Liareds orgelbyggeri i Liareds socken var ett svenskt familjeföretag av orgelbyggare.
- Svante Johansson, född den 6 oktober 1828 i Liared, död där den 8 september 1911[1], var bygdeorgelbyggare och hemmansägare. Han var självlärd och oexaminerad, men verkade som orgelbyggare i Västergötland fram till omkring 1890. Mest känd är Svante Johansson för att 1865 ha satt upp huvudverket från Cahmanorgeln i Mariestads domkyrka. Han tillverkade omkring femton verk till kyrkor i Skara stift. Han efterträddes i firman på 1890-talet av sonen Levin.

- Johan Levin Johansson, född den 11 maj 1860 i Liared, död där den 1 augusti 1954[1] gick i lära hos sin far innan han övertog verkstaden. Han byggde ett trettiotal orglar i Skara och Göteborgs stift. Levin Johansson använde sig först av mekaniska system med slejflådor och från år 1900 rooseveltlådor. Omkring 1915 övergick han till rörpneumatik.

- Nils Fredrik Johansson, född den 2 maj 1892 i Liared, död där den 2 februari 1976[1], var Levin Johanssons son[2] och övertog företaget på 1940-talet som tredje generation. Firman bedrev verksamhet in på 1970-talet.

## Lista över orglar

### Byggda av Svante Johansson
| År              | Ursprunglig kyrka  | Stift     | Bild | Manualer | Pedal | Stämmor | Bevarad orgel/fasad | Övrigt                                                                         |
| --------------- | ------------------ | --------- | ---- | -------- | ----- | ------- | ------------------- | ------------------------------------------------------------------------------ |
| 1854            | Södra Åsarps kyrka | Göteborgs |      |          |       |         | Nej/Nej             |                                                                                |
| 1859            | Hössna kyrka       | Skara     |      |          |       |         | Nej/Nej             |                                                                                |
| 1863            | Yllestads kyrka    | Skara     |      |          |       |         | Ja/Ja               |                                                                                |
| 1864            | Fivlereds kyrka    | Skara     |      |          |       |         | Nej/Nej             |                                                                                |
| 1864            | Timmele kyrka      | Skara     |      |          |       |         | Nej/Nej             |                                                                                |
| 1865            | Kölingareds kyrka  | Skara     |      |          |       |         | Ja/Ja               | Uppsättning och komplettering av Cahman-orgel.                                 |
| 1872            | Böne kyrka         | Skara     |      |          |       |         | Nej/Nej             |                                                                                |
| 1873            | Gullereds kyrka    | Skara     |      |          |       |         | Nej/Ja              |                                                                                |
| 1873            | Bjurbäcks kyrka    | Skara     |      |          |       |         | Nej/Nej             |                                                                                |
| 1875            | Härja kyrka        | Skara     |      |          |       |         | Nej/Nej             |                                                                                |
| 1876            | Vilske-Kleva kyrka | Skara     |      |          |       |         | Nej/Nej             |                                                                                |
| 1877            | Strängsereds kyrka | Skara     |      |          |       |         | Nej/Nej             |                                                                                |
| 1885            | Vistorps kyrka     | Skara     |      |          |       |         | Ja/Ja               |                                                                                |
| 1887 eller 1877 | Mulseryds kyrka    | Skara     |      |          |       |         | Ja (delvis)/Ja      | Fasaden är bevarad och en stor mängd annat material finns lagrat i kyrktornet. |
| 1888            | Åsle kyrka         | Skara     |      |          |       |         | Nej/Nej             |                                                                                |

### Orglar av Levin Johansson
| År   | Ursprunglig kyrka   | Stift     | Bild | Manualer | Pedal | Stämmor | Bevarad orgel/fasad | Övrigt                                             |
| ---- | ------------------- | --------- | ---- | -------- | ----- | ------- | ------------------- | -------------------------------------------------- |
| 1891 | Ljungsarps kyrka    | Göteborgs |      |          |       |         | Nej/Nej             |                                                    |
| 1892 | Sexdrega kyrka      | Göteborgs |      |          |       |         | Nej/Nej             |                                                    |
| 1892 | Lekåsa kyrka        | Skara     |      |          |       |         | Nej/Nej             |                                                    |
| 1893 | Angerdshestra kyrka | Skara     |      |          |       |         | Ja/Ja               | Orgeln består till större delen av äldre material. |
| 1894 | Bottnaryds kyrka    | Skara     |      |          |       |         | Nej/Nej             |                                                    |
| 1898 | Mularps kyrka       | Skara     |      |          |       |         |                     |                                                    |
| 1903 | Hångsdala kyrka     | Skara     |      |          |       |         | Nej/Ja              |                                                    |
| 1903 | Suntaks kyrka       | Skara     |      |          |       |         | Ja/Ja               |                                                    |
| 1904 | Murums kyrka        | Skara     |      |          |       |         | Ja/Ja               |                                                    |
| 1906 | Acklinga kyrka      | Skara     |      |          |       |         |                     | Ombyggnation.                                      |
| 1910 | Hössna kyrka        | Skara     |      |          |       |         |                     |                                                    |
| 1912 | Broddarps kyrka     | Skara     |      |          |       |         |                     |                                                    |
| 1914 | Äspereds kyrka      | Skara     |      |          |       |         | Nej/Ja              |                                                    |

### Orglar av Nils Fredrik Johansson
| År   | Ursprunglig kyrka | Stift | Bild | Manualer | Pedal | Stämmor | Bevarad orgel/fasad | Övrigt            |
| ---- | ----------------- | ----- | ---- | -------- | ----- | ------- | ------------------- | ----------------- |
| 1953 | Kölaby kyrka      | Skara |      | 2        | 1     | 13      | Ja                  | Pneumatisk orgel. |
|      |                   |       |      |          |       |         |                     |                   |
|      |                   |       |      |          |       |         |                     |                   |